# Saison 20 de Joséphine, ange gardien
Chronologie
Saison 19 Saison 21
Cet article présente les épisodes de la vingtième saison de la série télévisée Joséphine, ange gardien.

## Liste des épisodes

### Épisode 1:L'esprit d'Halloween
- Belgique : 18 octobre 2019 sur La Une
- Suisse : 22 octobre 2019 sur RTS Un
- France : 28 octobre 2019 sur TF1

- Belgique :  192 411 téléspectateurs[1]
- France :  3,21 millions de téléspectateurs (soit 15,1 % de part d'audience) [2]

- Marie Barrouillet : Violette Delcourt
- Vanessa Demouy : Diane, la tante de Violette et sœur jumelle de Rebecca
- Benjamin Baroche : Bruno, le père de Violette
- Jérémy Barrière : Zachary, le fan des sciences occultes
- Olivier Benard : Thierry, le mari de Diane
- Scotty Bernard : Medhi, le troisième garçon de la bande
- Léontine d'Oncieu : Marguerite, la petite sœur de Violette
- Dominique Frot : Simone, la responsable des archives du village
- Ishtvan Nekrasov : Samuel, le pote musicien de Violette

Profession de Joséphine : Joséphine est tailleur de pierre et anime un atelier de découverte pour les adolescents.

### Épisode 2:Disparition au lycée
- Belgique : 22 février 2020 sur La Une
- Suisse : 4 février 2020 sur RTS Un
- France : 19 octobre 2020 sur TF1

- Belgique :  170 934 téléspectateurs[1]
- France :  3,77 millions de téléspectateurs (soit 16,2 % de part d'audience) [3]

- Omar Meftah : Ismaël Padebol, ange gardien stagiaire
- Line Ancel : Lou Millecamps, boursière, petite amie de Clémence
- Rébecca Benhamour : Flavie Lavoie, fille de fonctionnaire, la disparue
- Lina Benzerti : Amel Faras, la fille du directeur, alcoolique
- Marion Canneval : Maëva Delaunay, consommatrice de coupe-faim
- Kamel Belghazi : M. Faras, le directeur et père d’Amel
- Tatiana Silva[4] : Ariane, coach sportive
- Delphine Baril : Nadine Gillard, supérieure de Joséphine
- Emma Besson : Inès, la fille aux cheveux bleus
- Clare Stenning : Océane Fabre, photographe pour le site de l’école

- Le tournage a eu lieu du 5 septembre 2019 au 2 octobre 2019 à Neuville-sur-Oise (Maison internationale de la recherche et gare de Neuville-Université), à Évry-Courcouronnes (Stade des Loges) et à Gif-sur-Yvette (CentraleSupélec).
- C'est le deuxième épisode pour Rebecca Benhamour, après Enfants, mode d'emploi et pour Kamel Belghazi après La prof.

Profession de Joséphine : Joséphine est cheffe de maison de l’internat dans une école privée, Ismaël est agent de maintenance.

### Épisode 3:Trois anges valent mieux qu’un!
- Belgique : 7 avril 2020 sur La Une
- Suisse : 30 juin 2020 sur RTS Un
- France : 26 octobre 2020 sur TF1

- Belgique :  329 503 téléspectateurs[1]
- France :  3,28 millions de téléspectateurs (soit 14,2 de la part d'audience) [5]

- Francis Perrin : Rémy Bouvet
- Laurence Boccolini : Charlotte, la comptable de Rémy
- Marius Colucci : Vincent Bouvet, né le 17
- Mathieu Coniglio : Antoine Bouvet, pilote de drone, né le 14
- Stéphanie Pasterkamp : Margaux Bouvet, avocate, née le 10
- Thomas Séraphine : le réalisateur
- Julien Alluguette : Paul Luciani, l’ex de Margaux, cavalier de l’Equipe de France
- Morgane Manche : Léa, belle-fille d’Antoine
- Raphaël Kahn : Fabio, le petit copain de Vincent
- Juliette Chêne : Lucie

- Le tournage a eu lieu du 20 novembre 2019 au 17 décembre 2019 à Bièvres (Écuries de Bièvres), à Châtillon et à Paris.
- C’est la troisième fois que Stéphanie Pasterkamp fait une apparition dans la série, après Une famille pour Noël (2000) et Papa est un Chippendale (2015).

Profession de Joséphine : Joséphine, Rosine et Ludivine sont assistantes comptable.

### Épisode 4:Mon fils de la lune
- Belgique : 8 décembre 2020 sur La Une
- Suisse : 22 octobre 2020 sur RTS Deux
- France : 28 décembre 2020 sur TF1

- Belgique :  282 260 téléspectateurs[1]
- France :  4,49 millions de téléspectateurs (soit 20,2 % de part d'audience) [6]

- Corinne Touzet : Suzanne Keller
- Serge Hazanavicius : Samuel Pasquier, astronaute, le collègue de Suzanne
- Eric Laugérias : Max, le patron de Suzanne
- Avy Marciano : Bruno, le père de Théo et Alice
- Lucien Belvès : Théo Keller, 15 ans, le fils de Suzanne
- Victoire Brunelle-Remy : Alice Keller, 10 ans, la fille de Suzanne
- Philippe Dusseau : l’agent immobilier
- Florence Maury : Carole Philipi, l’assistante sociale de l’Aide sociale à l’enfance
- Lola Parmentie : Chloé, le crush de Théo
- Najim Zeghoudi : Amar, le camarade de classe de Théo

Profession de Joséphine : Joséphine est chargée de la distribution des audioguides au Musée de l’air et de l’espace.

### Épisode 5:Haute couture
- Belgique : 21 février 2021 sur La Une
- Suisse : 9 janvier 2021 sur RTS Un
- France : 13 septembre 2021 sur TF1

- Belgique :  310 663 téléspectateurs[1]
- France :  2,84 millions de téléspectateurs (soit 13,7 % de part d'audience) [7]

- Victoria Abril : Cécilia Arranz
- Dominique Besnehard : Saint-Brice, rédacteur en chef du magazine Esprit Haute Couture
- Stéphane Blancafort : Nicolas, le décorateur du set du défilé
- Françoise Lépine : Hélène, la première cheffe d’atelier qui veut devenir directrice
- Andy Cocq : Dallas, l’assistant personnel de Cécilia
- Julia Dumont : Philippine, 16 ans, fille de Cécilia
- Cheik Ahmed Thani : Théo, pote de boxe de Philippine
- Capucine Bronkhorst : Stéphanie
- Mélanie Peyre : Inès
- Valentin Riot-Sarcey : Alex

Profession de Joséphine : Joséphine est journaliste pour un magazine d’orientation scolaire.
Biographie de Joséphine : au club de boxe, Joséphine déclare avoir juste 2735 ans.
Anecdotes de l’épisode : c’est la première fois que dans son ordre de son mission, le nom de famille de la cliente n’est pas indiquée.